# Walter Hoffmann (Politiker, 1952)

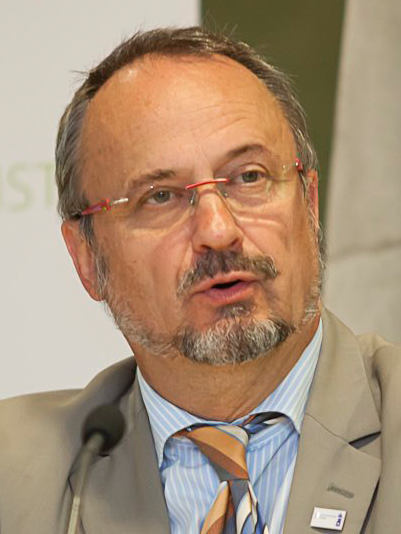
Walter Hoffmann

Walter Hoffmann (* 28. Oktober 1952 in Mengeringhausen) ist ein SPD-Politiker und war von Juni 2005 bis Juni 2011 Oberbürgermeister der Stadt Darmstadt.
Nach seinem Abitur und der Ableistung des Wehrdienstes studierte Hoffmann in den Jahren 1973 bis 1977 an der Gesamthochschule Kassel und schloss mit dem Lehramt für Mittel- und Oberstufe ab. 1978 bis 1979 war er zunächst für VW im Werk Baunatal tätig, dann bis 1980 an der Akademie für Arbeit in Frankfurt. Er stieg innerhalb des DGB bis zum Vorsitzenden des Kreises Starkenburg auf. Im Jahr 1971 trat er in die SPD ein, für die er ab 1989 Vorsitzender des Ortsvereins von Friedberg war. 1998 wurde er als Abgeordneter für den Wahlkreis Darmstadt direkt in den Bundestag gewählt. Bei der Wahl 2002 verteidigte er sein Direktmandat erfolgreich.
Im Jahr 2005 trat er bei der Oberbürgermeisterwahl in Darmstadt an. Bei der Stichwahl am 20. März erreichte er 55,4 %, siegte damit über den CDU-Kandidaten Wolfgang Gehrke und konnte seinen Parteikollegen Peter Benz im Amt ablösen. Gleichzeitig schied er aus dem Bundestag aus. Das Direktmandat Hoffmanns übernahm die damalige Bundesjustizministerin Brigitte Zypries nach der Bundestagswahl 2005.
Am 10. April 2011 unterlag er mit 30,9 % der Stimmen bei der Stichwahl zum Oberbürgermeister gegen seinen Herausforderer Jochen Partsch (GRÜNE).